# Каммейер, Крис
Корнелис Хендрикюс (Крис) Каммейер (нидерл. Cornelis Hendricus "Chris" Kammeijer; 18 декабря 1887, Харлем — 22 июля 1985) — нидерландский футболист, игравший на позиции правого крайнего нападающего, выступал за амстердамский «Аякс».

## Спортивная карьера
С 1900-х годов Крис Каммейер играл за футбольную команду ОВВ из Овервена, которая выступала в чемпионате Харлемского футбольного союза, а также за сборную Харлема. В 1906 году клуб ОВВ был расформирован, просуществовав всего четыре года, а в сентябре того же года Крис стал членом клуба «Аякс» из Амстердама. На тот момент амстердамцы выступали во втором классе Нидерландов. Ранее в августе в команду перешёл его одноклубник нападающий Якоб Фредрик Схарпфф, а чуть позже ещё двое игроков — защитник Геррит Фортгенс и вратарь Андрис Боттелир.
В чемпионате второго класса Крис впервые сыграл 30 сентября 1906 года в матче против клуба «Велоситас 2». После первого тайма амстердамцы проигрывали 3:1, но после перерыва забили четыре гола и одержали победу — 3:5. В ноябре 1906 года Каммейер был переведён во вторую команду, а его место в составе занял Германн Сталманн, один из основателей клуба. В декабре 1906 года вызывался в сборную Нидерландов в качестве резервного игрока на матч со сборной Харлема в Гааге.
В сентябре 1907 года он вернулся в основной состав «Аякса». 10 ноября Крис отметился голом в ворота амстердамского «Волхардинга», но это не помогло его команде избежать поражения — 3:2. 29 марта 1908 года нападающий забил победный гол во встрече c роттердамской командой «Селеритас». «Аякс» по итогам сезона 1907/08 занял первое место в западной группе Б второго класса, но в чемпионском турнире занял последнее третье место.
В сезоне 1908/09 выступал за основной состав, а также за команду «Аякс 2», которая выступала в резервном втором классе. 18 октября 1908 года Крис принёс «Аяксу» победу над клубом «Ворватс», забив единственный гол в матче. 8 ноября в матче с амстердамским клубом РАП он отметился дублем в первом тайме, а после перерыва сделал голевой пас на Хейна Брокманна. В чемпионате второго класса «Аякс» не смог повторить прошлогодний результат и занял второе место.
В сентябре 1909 года Каммейер был вызван в сборную Амстердама — в команду также были вызваны ещё пятеро игроков «Аякса». 19 сентября сборная Амстердама провела в Бельгии товарищеский матч со сборной Брюсселя, которая полностью состояла из игроков местного клуба «Юнион». Брюссельцы одержали победу со счётом 5:1 — автором единственного гола гостей стал Пит ван ден Брукке.
В первом туре второго класса сезона 1909/10, состоявшемся 26 сентября 1909 года, «Аякс» одержал победу над роттердамским «Ахиллесом» — счёт в матче в первом тайме открыл Каммейер, а во второй половине игры ван Леуварден установил окончательный счёт 2:0. 31 октября Крис сыграл за сборную запада, которая была собрана в основном из игроков национальной команды, хотя первоначально против сборной востока вместо него должен был играть ван Дёйнховен, но он не явился на матч. Встреча между командами состоялась в Харлеме и завершилась вничью 3:3 — Каммейер, сыгравший на правом фланге с Маннесом Франкеном, был одним из лучших игроков на поле по итогам матча. В ноябре Крис попал в расширенный список сборной Нидерландов на матч с любительской сборной Англии, но в окончательный список на поездку в Лондон не попал.
В январе 1910 года Каммейер сыграл против «Витесса» за сборную Звалюэн, которая в то время являлась подготовительной командой национальной сборной. В составе «Аякса» он занял третье место в чемпионате второго класса сезона 1909/10, а летом 1910 года его команду возглавил английский тренер Джек Кируэн, который смог вывести клуб в первый футбольный класс Нидерландов.
В чемпионате Нидерландов Крис впервые сыграл 8 октября 1911 года в матче против клуба ХБС, встреча завершилась поражением «Аякса» со счётом 2:0 — в том сезоне он сыграл ещё в пяти матчах чемпионата и забил один гол. В своём последнем сезоне в клубе Каммейер провёл в чемпионате один матч, сыграв 3 ноября 1912 года против «Харлема». В последний раз он выходил на поле 10 ноября 1912 года в товарищеском матче против «Вилхелмины».
С сезона 1913/14 исключён из состава «Аякса». В 1914 году Каммейер выступал за военную команду и некоторые газеты указывали его как игрока «Аякса».

## Личная жизнь
Крис родился в декабре 1887 года в Харлеме. Отец — Каспер Хендрик Каммейер, мать — Мария Йоханна Якоба Абелс, оба родителя были родом из Амстердама. Он был младшим ребёнком, помимо него, в семье было ещё шестеро детей: четверо сыновей и двое дочерей. Отец был мясником, он умер после тяжёлой болезни в феврале 1897 года в возрасте 58 лет, когда Крису было девять лет.
Работал парикмахером. С 1913 года проживал в городе Гаага. Каммейер был женат на Гонде Хелене Беркемейер, уроженке Харлема, их брак был зарегистрирован 2 августа 1918 года в Гааге. У них было двое детей: в октябре 1918 года родился сын Корнелис Хендрикюс, а в июле 1921 года дочь Аллегонда Хелена.
Сын тоже стал футболистом — Кес начинал играть за «Аякс» в команде кандидатов, а через два год перешёл в АДО, позже играл за команды «Би Квик» и ГВАВ из Гронингена.
Его супруга умерла в июне 1977 года в возрасте 85 лет.
Умер 22 июля 1985 года в возрасте 97 лет.